# Sabrina Lefrançois
Sabrina Lefrançois (ur. 22 listopada 1980 w Harfleur) – francuska łyżwiarka figurowa, startująca w parach sportowych. Uczestniczka igrzysk olimpijskich (1998), mistrzostw świata i Europy oraz mistrzyni Francji (2004). Zakończyła karierę w 2004 roku.

## Kariera
W zawodach juniorskich debiutowała z Nicolasem Osselandem. Na mistrzostwach świata juniorów zajmowali kolejno czwarte i piąte miejsce w roku 1997 i 1998. Wzięli udział w Zimowych Igrzyskach Olimpijskich 1998 w Nagano, gdzie zajęli 17. miejsce.
W latach 2000–2004 jej partnerem sportowym był Jérôme Blanchard. W 2004 r. Lefrançois i Blanchard zostali mistrzami Francji. Po sezonie 2003/2004 Sabrina musiała zakończyć sportową karierę ze względu na kontuzję.

## Osiągnięcia

### Z Blanchardem
| Zawody                        | 00–01          | 01–02          | 02–03          | 03–04          |                |                |                |                |                |                |                |                |                |                |                |                |                |
| Międzynarodowe                | Międzynarodowe | Międzynarodowe | Międzynarodowe | Międzynarodowe | Międzynarodowe | Międzynarodowe | Międzynarodowe | Międzynarodowe | Międzynarodowe | Międzynarodowe | Międzynarodowe | Międzynarodowe | Międzynarodowe | Międzynarodowe | Międzynarodowe | Międzynarodowe | Międzynarodowe |
| ----------------------------- | -------------- | -------------- | -------------- | -------------- | -------------- | -------------- | -------------- | -------------- | -------------- | -------------- | -------------- | -------------- | -------------- | -------------- | -------------- | -------------- | -------------- |
| Mistrzostwa świata            | 14             |                |                | 11             |                |                |                |                |                |                |                |                |                |                |                |                |                |
| Mistrzostwa Europy            | 5              |                |                | 6              |                |                |                |                |                |                |                |                |                |                |                |                |                |
| GP Cup of Russia              |                |                |                | WD             |                |                |                |                |                |                |                |                |                |                |                |                |                |
| GP Skate Canada International | 9              |                |                |                |                |                |                |                |                |                |                |                |                |                |                |                |                |
| GP Trophée Eric Bompard       | 8              |                | 10             | 6              |                |                |                |                |                |                |                |                |                |                |                |                |                |
| Memoriał Karla Schäfera       | 3              |                |                |                |                |                |                |                |                |                |                |                |                |                |                |                |                |
| Krajowe                       |                |                |                |                |                |                |                |                |                |                |                |                |                |                |                |                |                |
| Mistrzostwa Francji           | 2              |                | 2              | 1              |                |                |                |                |                |                |                |                |                |                |                |                |                |

### Z Osselandem
| Zawody                                | 95–96          | 96–97          | 97–98          |                |                |                |                |                |                |                |                |                |                |                |                |                |                |
| Międzynarodowe                        | Międzynarodowe | Międzynarodowe | Międzynarodowe | Międzynarodowe | Międzynarodowe | Międzynarodowe | Międzynarodowe | Międzynarodowe | Międzynarodowe | Międzynarodowe | Międzynarodowe | Międzynarodowe | Międzynarodowe | Międzynarodowe | Międzynarodowe | Międzynarodowe | Międzynarodowe |
| ------------------------------------- | -------------- | -------------- | -------------- | -------------- | -------------- | -------------- | -------------- | -------------- | -------------- | -------------- | -------------- | -------------- | -------------- | -------------- | -------------- | -------------- | -------------- |
| Igrzyska olimpijskie                  |                |                | 17             |                |                |                |                |                |                |                |                |                |                |                |                |                |                |
| Mistrzostwa Europy                    |                | 12             |                |                |                |                |                |                |                |                |                |                |                |                |                |                |                |
| Międzynarodowe: Kategorie młodzieżowe |                |                |                |                |                |                |                |                |                |                |                |                |                |                |                |                |                |
| Mistrzostwa świata juniorów           |                | 4              | 5              |                |                |                |                |                |                |                |                |                |                |                |                |                |                |
| JGP na Słowacji                       |                |                | 2              |                |                |                |                |                |                |                |                |                |                |                |                |                |                |
| Blue Swords                           |                | 3 J            |                |                |                |                |                |                |                |                |                |                |                |                |                |                |                |
| Krajowe                               |                |                |                |                |                |                |                |                |                |                |                |                |                |                |                |                |                |
| Mistrzostwa Francji                   | 4              | WD             |                |                |                |                |                |                |                |                |                |                |                |                |                |                |                |